# هاوارد، کوئینزلند
هاوارد (به انگلیسی: Howard) یک شهرک در استرالیا است که در کوئینزلند واقع شده‌است.